# 謝基欽
50°42′33″N 26°52′47″E / 50.70917°N 26.87972°E
謝基欽（烏克蘭語：Щекичин），是烏克蘭西北部的村莊，隸屬里夫內州的里夫內區。該村始建於1635年，面積2.19平方公里，2001年人口842，人口密度每平方公里384.7人。